# Azure Data Factory
Azure Data Factory è un servizio di integrazione di dati basato su cloud sviluppato da Microsoft Corporation. Fornisce strumenti per l'orchestrazione, la trasformazione e l'integrazione (processi ETL) di grandi quantità di dati provenienti da diverse origini in diverse destinazioni.

## Caratteristiche
Azure Data Factory offre diverse funzionalità per agevolare l'integrazione dei dati:
- Pipeline di dati[3]: permette di definire e orchestrare flussi di lavoro per l'estrazione, la trasformazione e il caricamento dei dati da varie sorgenti verso le destinazioni desiderate.
- Connessioni ai dati[4]: supporta una vasta gamma di origini e destinazioni di dati, inclusi database relazionali, servizi cloud, file system, servizi di archiviazione, ecc.
- Trasformazione dei dati: fornisce una serie di strumenti per manipolare e trasformare i dati (dataflow), l'elaborazione dei dati in batch e in streaming, e l'uso di funzioni di data wrangling[5].
- Monitoraggio e gestione[6][7]: permette di monitorare le pipeline di dati, controllare le prestazioni e gestire le risorse in modo efficiente.

## Utilizzo
Azure Data Factory è ampiamente utilizzato in scenari aziendali in cui è necessario integrare e orchestrare grandi quantità di dati provenienti da diverse fonti. Alcuni esempi di utilizzo includono:
- Data integration: Azure Data Factory consente alle aziende di aggregare dati provenienti da varie origini, come database, servizi cloud, applicazioni SaaS, file system, ecc., e di trasformarli in un formato unificato per un'analisi più approfondita.
- Data transformation: offre funzionalità avanzate per la trasformazione dei dati, inclusa l'elaborazione in batch e in tempo reale, la pulizia dei dati, la normalizzazione, la deduplicazione[9], ecc.
- Data orchestration: permette di definire flussi di lavoro complessi per orchestrare il movimento dei dati tra le origini e le destinazioni desiderate, garantendo la coerenza e l'integrità dei dati durante il processo.